# Kathy Lindekens
Kathy Lindekens (Antwerpen, 23 juni 1955) is een Belgische presentatrice en journaliste uit Vlaanderen. Ze was eveneens politica voor de sp.a.

## Loopbaan

### Afkomst en opleiding
Kathy Lindekens groeide op in Hoboken waar ze van 1966 tot 1972 middelbare school liep aan het Koninklijk Atheneum. Daarna studeerde ze aan het Hoger Instituut voor Vertalers en Tolken (HIVT) af als licentiaat vertaler. Haar moeder, een journaliste, werkte onder meer als privé-secretaresse voor de gewezen socialistische premier Paul-Henri Spaak. Haar vader, eveneens journalist, was tijdens de Tweede Wereldoorlog krijgsgevangene in Nazi-Duitsland. Lindekens is gehuwd met sportjournalist François Colin met wie ze een zoon heeft.

### Radio en Televisie
Tijdens de jaren 1980 en 1990 presenteerde ze radioprogramma's als Sportmarathon en Van Kattekwaad tot Erger op Radio 1. Op televisie presenteerde zij van 1987 tot 1988 het chansonprogramma Terugblik en het Chansongala in 1988, waarin ze ook zong. In 1989 richtte ze de tweejaarlijkse benefietactie Kom Op Tegen Kanker op. Een jaar later werd ze voorzitter van de gelijknamige vzw, die later zou fusioneren met de Vlaamse Liga tegen Kanker. Lindekens bleef voorzitter van Kom op tegen Kanker tot 1995.

### Politica
Bij de eerste rechtstreekse verkiezingen voor het Vlaams Parlement van 21 mei 1995 werd ze verkozen in de kieskring Antwerpen. Ze bleef Vlaams volksvertegenwoordiger tot juni 1999. In het Vlaams Parlement lag zij met voorstellen van decreet aan de basis van de oprichting van het Kinderrechtencommissariaat en van het Vlaams Fonds voor de Letteren. Van juni 1995 tot juni 1999 maakte ze als secretaris, bevoegd voor personeelszaken, deel uit van het Bureau (dagelijks bestuur) van het Vlaams Parlement.
Tussen 1999 tot 2001 zetelde ze als gecoöpteerd senator in de Senaat. Ze diende er wetsvoorstellen in voor de invoering van 30 kilometer per uur in de schoolomgeving en voor de instelling van speciaal opgeleide jeugdadvocaten voor minderjarigen in procedures bij de rechtbank.
In Antwerpen was Kathy Lindekens van 2001 tot 2003 gemeenteraadslid en schepen voor onderwijs en jeugd. Als schepen zette ze onder meer de hervorming en onderwijsvernieuwingsprojecten van het Stedelijk Onderwijs in gang, richtte er het samenwerkingsplatform voor schoolnetten 'BAOBAB' op en gaf er de aanzet tot een actieplan voor de brandveiligheid en de vernieuwing van schoolgebouwen. Samen met burgemeester Leona Detiège en schepen voor veiligheid Dirk Grootjans werkte zij het inclusief beleidsplan voor risicojongeren en veiligheid 'Visier' uit. Onder haar beleid werd onder meer het begeleidingscentrum voor jonge daders 'De Overstap' opgericht en de profilering van het jongerencultuurcentrum Trix uitgewerkt. In de zomer van 2001 tekende zij voor het participatief kinderfestival 'WHAM!' op straten en pleinen in het kader van 'Antwerpen Kindvriendelijke Stad'. 

### Na de politiek
In 2003 stapte Kathy Lindekens, na het voltallige ontslag van het Antwerps stadsbestuur in de visa-affaire, uit de politiek en ging zij opnieuw werken voor de VRT. Daar presenteerde zij opnieuw de sportprogramma's op Radio 1 en 927Live. Samen met Andrea Croonenberghs werd ze het gezicht en de stem van 'SAM', een samenlevingsproject in de media van de Koning Boudewijnstichting en de VRT. Van 2005 tot 2008 maakte en presenteerde zij 'Allemaal Sam!' op Radio 2. Van 2008 tot aan haar pensioen in 2020 leidde ze jongerenprojecten op de openbare omroep, zoals 'De Overname' en 'VRT NXT INVASION'.
In 2003 werd onder impuls van Kathy Lindekens de Vlaamse vzw BEDNET opgericht. Deze vzw zorgt ervoor dat langdurig zieke en revaliderende kinderen in elke Vlaamse provincie via het internet aan hun klas worden gekoppeld en zo samen met hun klasgenoten de lessen kunnen blijven volgen.
Kathy Lindekens is lid van het uitvoerend comité van de Steunraad Antwerpen voor de Koning Boudewijnstichting.

## Artistieke bezigheden
- In de jaren 1980 maakte Kathy Lindekens vertalingen van Franse en Engelse liedjes, die werden geregistreerd in de opnamestudio's van Radio2 Antwerpen en Radio 1 (Flagey). Het nummer 'Bang om je kwijt te zijn' (Jealous Guy van John Lennon) werd uitgebracht op single.
- In 1986 trad ze met haar liedjesprogramma Seizoenen van liefde op in Vlaamse culturele centra.
- In 1989 werkte zij mee aan de kinder-cd Het Droomschip van Frank De Gruyter, Piet Meeus en Hans Schmidt, ten voordele van Kom op tegen Kanker.
- In 1991 schreef ze samen met Patrick Hiketick een liedje voor een overleden kankerpatiëntje, Cloë. Het werd ten voordele van Kom op tegen Kanker op single uitgebracht en verscheen nadien op een verzamel-cd met Vlaamse chansons.
- In 1994 nam zij een luister-cd met dierenverhalen en versjes voor jonge kinderen op. Kathy Lindekens leest werd in 2010 opnieuw als luisterboek uitgegeven.
- Van 1987 tot 2001 was Kathy Lindekens actief als recensente van kinderboeken. Van 2001 tot 2006 was zij juryvoorzitster van de Gouden Uil voor Jeugdliteratuur.

## Publicaties
- "Fairtytales of New York by J.P.Donleavy, a translation with comments", licentiaatsverhandeling 1977
- “Het gekkenhuis”, vertaling van “The Hothouse” van Harold Pinter voor KVS.
- “Kattekwaad, vijftien jaar werken met kinderen”, uitgeverij Bakermat 1995
- “Een steen in de rivier, dagboek van een politica”, Standaard Uitgeverij 1998
- Voorwoord voor “Slotenmakers en gangstermeisjes” over kinderarbeid wereldwijd, NCOS 1998
- “Alles komt altijd goed, Antwerps dagboek” ,  uitgeverij Houtekiet 2005
- "Gelijke kansen op school, het kan!" co-auteur (HIVA), uitgeverij Plantyn 2008
- “De jeugd deugt wel. Pleidooi voor participatie” Kinderrechtenforum / Beeldvorming over kinderen en jongeren 2009

## Onderscheidingen
- 1984: Persprijs van het Gemeentekrediet (samen met Leo Hellemans) voor reportage over supportersgeweld in het voetbal
- 1989: Prijs van de Vlaamse Gemeenschap voor het opzetten van de actie “Kom op tegen Kanker”
- 1995: Persprijs van het Gemeentekrediet voor reportage “Edelman bedelman” over kansarme kinderen.
- 1995: The Outstanding Young Persons’ Award (Jaycees)
- 9 juni 1999: Ridder in de Leopoldsorde

Huidig (anno 2022):
Luc Appermont · Cara Cobbaert · Anja Daems · Sandra Deakin · Karolien Debecker · Kim Debrie · Peter De Groot · Lars De Groote · Guy De Pré · Chris Dusauchoit · Dirk Ghijs · Peter Hermans · Wouter Landuyt · Filip Ledaine · Daan Masset · Caren Meynen · Sven Pichal · Marc Pinte · Harald Scheerlinck · Siska Schoeters · Benjamien Schollaert · Showbizz Bart · Sharon Slegers · Jo Van Damme · Niels Vandeloo · Sonny Vanderheyden · Cathérine Vandoorne · Christel Van Dyck · Ruben Van Gucht · Iris Van Hoof · Vanessa Vanhove · Britt Van Marsenille · David Van Ooteghem · Peter Verhulst · Dirk Vlaeyen · Pascal Vranckx · Albrecht Wauters
Voormalig:
Luk Alloo · Johan Anthierens · Nand Baert · Erik Baeyens · Wim Bary · Jos Baudewijn · Flor Berckenbosch · Marcel Beerten · Wilfried Bertels · Marc Brillouet · Els Broeckmans · Fred Brouwers · Edwin Brys · Ro Burms · Walter Capiau · Annemie Coppieters · Harry Creemers · Karel Daerden · Christoff · Conny De Boos · Hein Decaluwé · Jessie De Caluwe · Jo met de Banjo · Gust De Coster · Martin De Jonghe · Paula De Meulder · Els De Vuyst · Frank Dingenen · Michel Follet · Jacky Geerts · Jos Ghysen · Margriet Hermans · Irene Houben · Michel Ilsen · Rita Jaenen · Chris Jonckers · Tante Kaat · Luk de Laat · Jo Leemans · Leki · Kathy Lindekens · Kris Luyten · Micha Marah · Betty Mellaerts · Kaat Mendonck · Freek Neirynck · Line Ooms · Sven Ornelis · Katrien Palmers · Gerard Pollet · Julien Put · Hugo Raspoet · Niko Reynaert · Luk Saffloer · Karel Segers · Lennart Segers · Lutgart Simoens · Rudi Sinia · Dirk Somers · Dré Steemans · Jan Theys · Gene Thomas · Wiet Van Broeckhoven · Marc Van den Hoof · Dieter Vandepitte · Karin Van den Berghe · Thomas Van der Spiegel · Kurt Van Eeghem · Wim Van Gansbeke · Els Van Herzeele · Ilse Van Hoecke · Bert Van Molle · Jan Van Rompaey · Paula Van Wilder · Louis Verbeeck · Karel Vereertbruggen · Herwig Verhovert · Luc Verschueren · Johan Verstreken · Tom Vossen · Eddy Wally · Niels William · Edwin Ysebaert · Zaki
- International Standard Name Identifier: 0000 0003 6917 1070
- MusicBrainz: 8162d992-4f94-4eb1-b036-cc1500cdb0ca
- Nederlandse Thesaurus van Auteursnamen: 074502654
- Virtual International Authority File: 284431610